# 美國海軍陸戰隊無聲操槍排

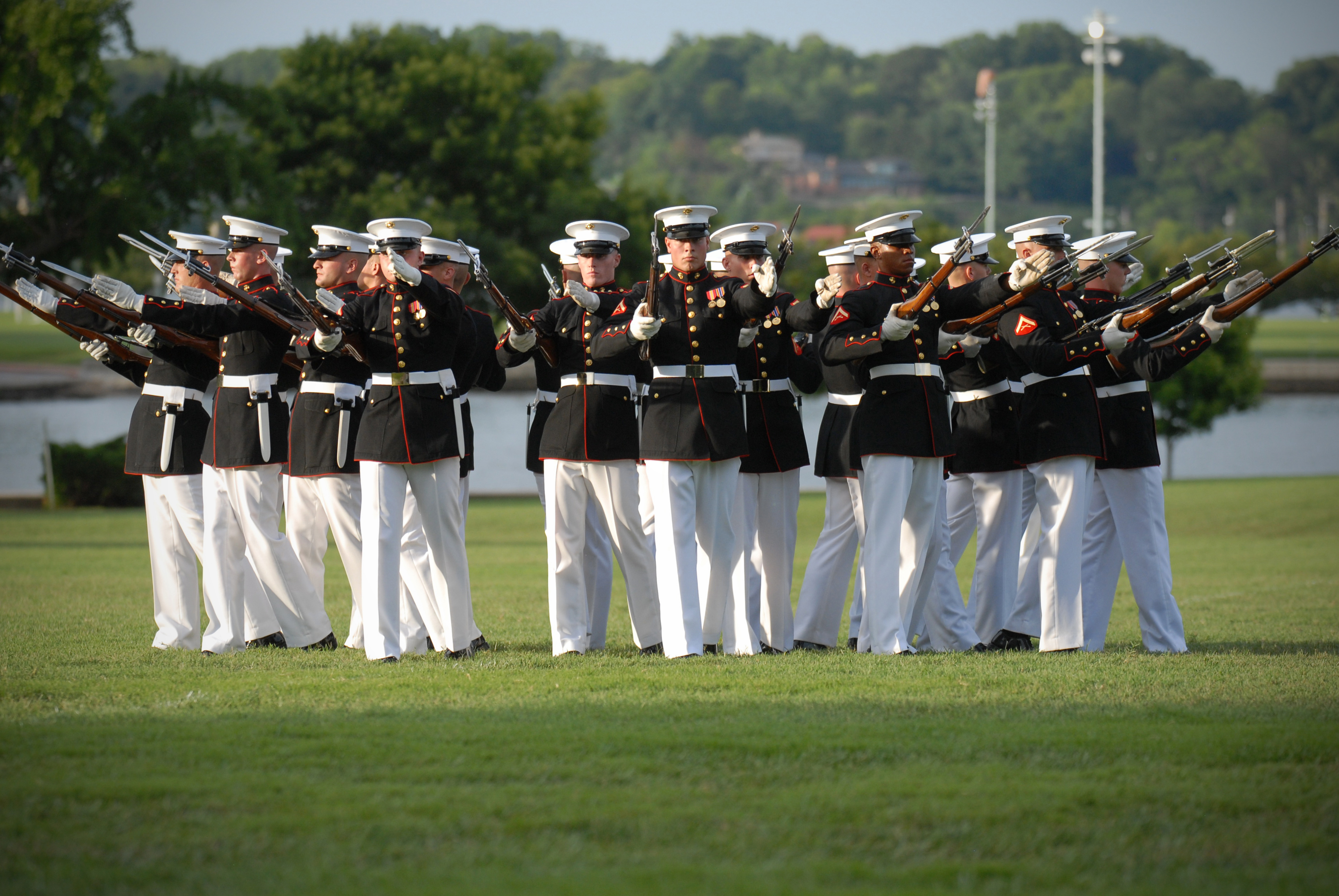
在美國海軍學院表演的操槍排隊員。

美國海軍陸戰隊無聲操槍排（英語：United States Marine Corps Silent Drill Platoon）是美國海軍陸戰隊一支由24人組成的步槍排，常暱稱為「行軍的24人」（The Marching Twenty-Four）。該部隊的職責是進行無軍樂團伴奏、無口令搭配而配合精準的獨特操槍表演，藉此展現陸戰隊的專業與紀律。

## 歷史
無聲操槍排創立於1948年，原本僅舉行一次操演，但由於受到熱烈迴響的緣故，很快就成為華盛頓特區海軍陸戰隊軍營內一支例行舉辦表演的隊伍。

## 操槍形式
操槍排的海軍陸戰隊員在表演時，利用經過手工拋光、重達10.5磅（4.8）、裝有刺刀的M1加蘭德步槍進行一系列縝密配合的技巧和槍法，包括變換的陣列隊形，以及隊員們依序漸進地將步槍旋轉或拋出等。種種特色使無聲操槍排顯得有別於陸戰隊其他的儀隊單位。

## 隊員選拔與培訓
操槍排隊員是由加州潘德頓營和北卡羅來納州勒瓊營的兩所陸戰隊步兵學校中挑選學員而來，並經由軍營人員進行面試。凡是獲准入隊的學員，都會分派到首都華盛頓特區的陸戰隊軍營，服為期兩年的儀隊兵役。除了儀隊職責外，其他的受訓項目都是與其他戰鬥單位的步兵聯合進行。而在兩年期限內，還會送至維吉尼亞州匡提科基地內的陸戰隊作戰發展司令部等其他基地增強步兵技巧。隊員甄選的基本要件為身高5呎11吋（180公分）至6呎11吋（210公分）之間，並且體重要位在同身高者的中間值左右，隊員間的身高以整齊劃一為佳。
年資或經驗較足的操槍排隊員（通常是士官）可獲得參加進一步甄試的機會，進而成為帶隊隊長，而他們必須通過前一年的隊長檢視，最終只有兩人能通過。
一旦一年中的操槍排隊員全部選定後，便開始在華盛頓訓練，並至亞利桑納州的尤馬海軍陸戰隊航空基地完成年度巡迴。在此過程中，他們除了在華盛頓的陸戰隊軍營外，還會前往美國數個地點表演，有時亦可能前往海外。

## 相關作品
- 1992年電影在開頭片段中演出了一段海軍陸戰隊的無聲操槍表演。